# Burtunaj
Burtunaj (ros. Буртунай) – wieś w Rosji, w Dagestanie, w rejonie kazbiekowskim. W 2010 liczyła 4035 mieszkańców, głównie Awarów.

## Urodzeni
- Szamil Batirow - zapaśnik.